# Ristantia
Ristantia é um género botânico pertencente à família Myrtaceae.
- Ristantia gouldii, Peter G.Wilson & B.Hyland[1]
- Ristantia pachysperma
- Ristantia waterhousei

## References
1. ↑  Ristantia gouldii na www.environment.gov.au